# Спортивний пейнтбол
Спорти́вний пейнтбо́л — різновид пейнтболу, що з'явився у світі у 1981 році.
Спочатку це був екстремально-розважальний вид спорту, який згодом переріс у масовий спорт з аматорськими та професійними змаганнями у США та в Європі. На сьогодні у пейнтбол грають більш як у 100 країнах, чисельність гравців перевищує 9 млн осіб.

## Поле

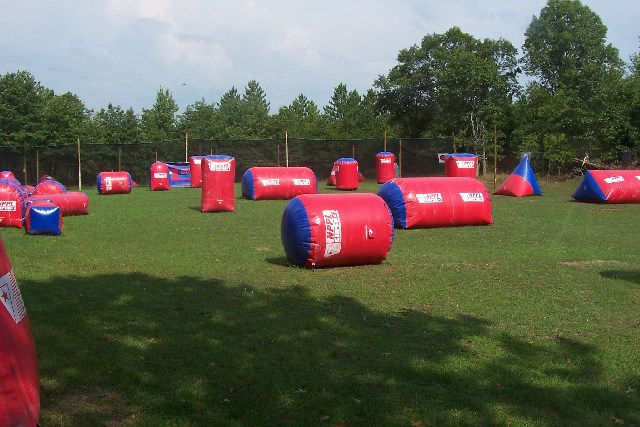
Типове поле для проведення змагань.

Огорожене захисною сіткою поле, з рівним штучним або природним покриттям (трава, земля або ковролін). Укриття виконуються з симетрично розташованих надувних фігур.

## Спортивний пейнтбол в Україні
В Україні пейнтбол як вид спорту з'явився у 1994 році. У червні 1995 року була створена Федерація пейнтболу України, яка з моменту свого заснування займається залученням та об'єднанням молоді та широких верств населення для розвитку та популяризації пейнтболу в країні.
Чотириразовим чемпіоном України (2010, 2011, 2012, 2014) і чотириразовим володарем Кубку України (2010, 2011, 2013, 2014) є пейнтбольна команда «Халк».